# ریدویل (ویرجینیا)
ریدویل (به انگلیسی: Reedville) یک منطقهٔ مسکونی در ایالات متحده آمریکا است که در شهرستان نورث‌آمبرلند، ویرجینیا واقع شده‌است.